# 2 Girls 1 Cup
2 Girls 1 Cup (pol. „Dwie dziewczyny, jeden kubek”) – nieoficjalna nazwa zwiastuna z filmu pornograficznego Hungry Bitches, wyprodukowanego w 2007 roku przez brazylijską wytwórnię MFX Media. Widać w nim dwie kobiety uprawiające koprofilię i emetofilię. Tło muzyczne stanowi utwór „Lovers Theme” autorstwa Hervé Roya, pierwotnie skomponowany dla filmu Mania wielkości.
Zwiastun, trwający około minuty, stał się memem internetowym. W wielu serwisach społeczność zamieszczała fotografie i filmy przedstawiające reakcje ludzi, którzy oglądali go po raz pierwszy.
Zwiastun doczekał się także kilku parodii, jak na przykład „2 Guys 1 Cup”, „2 Girls, 1 Cup: The Show” czy „1 guy 1 lunchable”.